# Steirisches Backhendl
Das Steirische Backhendl ist ein Klassiker der steirischen Küche und wird traditionell mit Sulmtaler Huhn zubereitet.

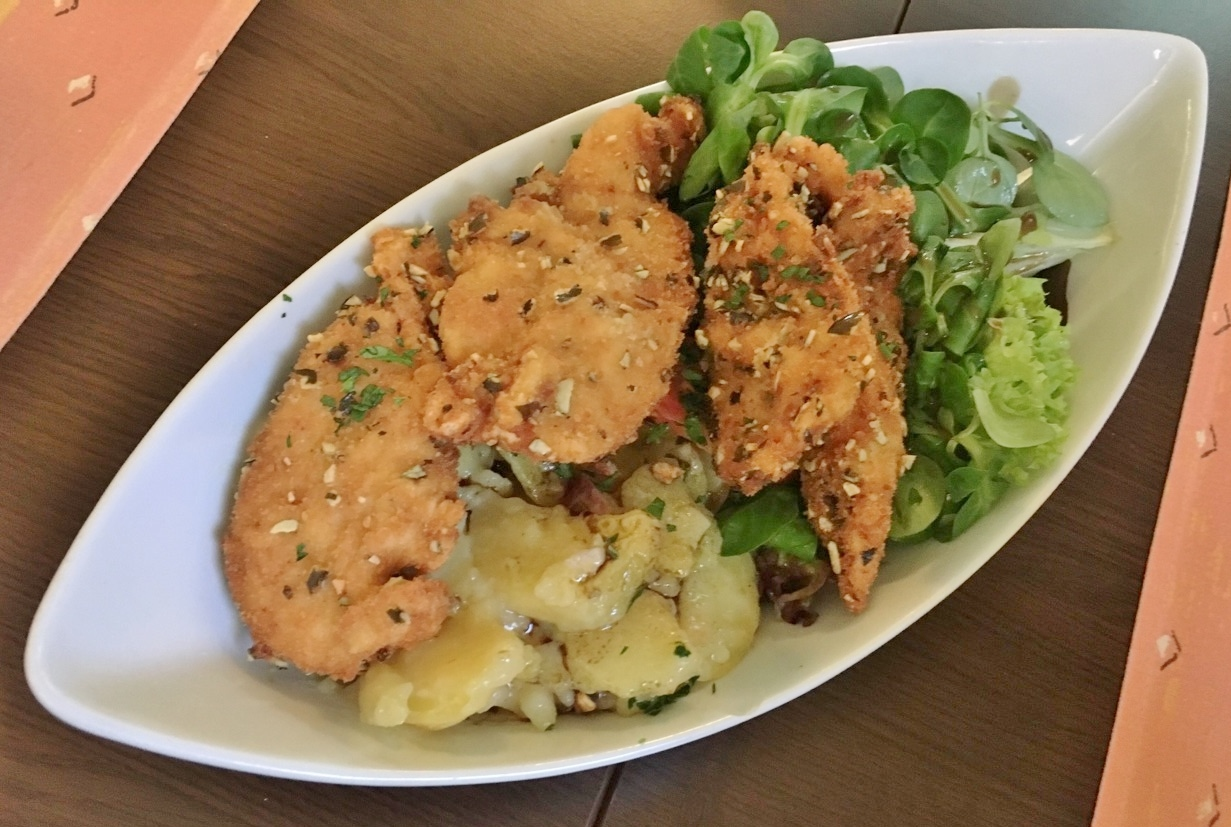
Steirischer Backhendlsalat mit Erdäpfel- und Vogerlsalat

Ein Hendl wird abgespült, getrocknet, in mehrere Stücke geteilt und gegebenenfalls gehäutet. Die Hendlstücke werden mit Salz gewürzt, in Mehl gewendet, durch verquirlte Eier gezogen und anschließend in Semmelbröseln gewendet. Die panierten Stücke werden entweder in heißem Öl goldbraun herausgebacken oder auf ein Backblech gelegt, mit Öl beträufelt und im Rohr gebacken. Danach das Backhendl abtropfen lassen und – mit Zitronenspalten garniert – servieren. Typische Beilagen sind Vogerlsalat und Erdäpfelsalat, zubereitet mit steirischem Kürbiskernöl, oder Petersilerdäpfel.
Der Steirische Backhendlsalat wird ebenso zubereitet, fallweise mit dem Unterschied, dass die Hendlstücke etwas kleiner geschnitten sind.